# André Jolly
Pour les autres membres de la famille, voir Famille Jolly.
Ne doit pas être confondu avec André Jolly (peintre).

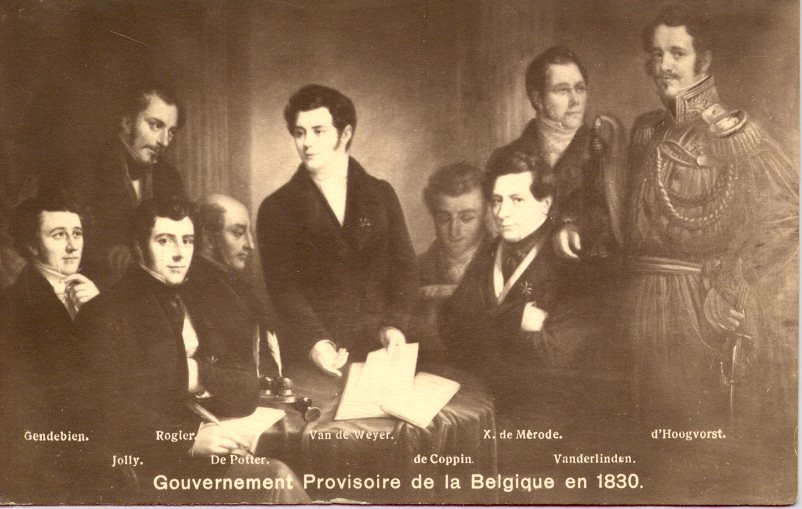
Le Gouvernement provisoire de Belgique en 1830.

Le baron André Jolly, lieutenant-général, membre du Gouvernement provisoire de Belgique, est né à Bruxelles le 13 avril 1799 et mort dans cette même ville le 3 décembre 1883.

## Biographie
André-Edouard Jolly, né à Bruxelles le 13 avril 1799, est le fils d'Hubert Jolly, fabricant de savon, et d'Annette Vangaver. Le 5 juin 1823, il épouse à Termonde Élizabeth Armytage Dudley qui lui donne deux fils, Oscar Jolly et de Ferdinand Jolly, généraux dans l'armée belge.
Après ses premières classes à l’Académie dirigée par W. Brown, à Saint-Josse-ten-Noode, il acheva ses études au lycée impérial de Bruxelles. Le 9 novembre 1815, il entra à l’École d’artillerie et du génie de Delft et en sortit trois ans plus tard sous-lieutenant. Il resta attaché à l’école pendant un an en qualité d’assistant. Il tint successivement garnison à Termonde, Bruxelles et Nimègue. Lors de son mariage en 1823, il quitta l’armée et vint s’installer à Bruxelles où il s’adonna avec un certain succès aux beaux-arts. En 1829 et au début de 1830, il exposa ses œuvres à Gand, Liège et Bruxelles.
Dès les premiers troubles révolutionnaires de 1830, il fut nommé officier à la 3e section de la garde bourgeoise. À partir du 23 septembre, Jolly joua un rôle de tout premier plan, il présida ce jour une première autorité constituée ; le lendemain, il forma avec Charles Rogier et Emmanuel Van der Linden d'Hooghvorst la Commission administrative. Bien qu’aidés par des hommes très dévoués, Jolly et ses deux compagnons assumèrent une tâche écrasante. Surchargés, ils s’adjoignirent, le 26 septembre, d’autres collaborateurs. Cette nouvelle assemblée prit le nom de gouvernement provisoire.
Le 27 septembre, tout en restant membre du gouvernement provisoire, il est revêtu des fonctions de commissaire général de la guerre ; il gardera celles-ci jusqu’au 31 octobre 1830, sauf deux jours pendant lesquels il fut remplacé par le général Goethals. Il assuma la mission importante et particulièrement difficile d’organiser l’armée nationale.
Promu colonel du génie le 1er février 1831, il fut nommé un mois plus tard aide de camp du régent. En mars 1831, il rejoignit le parti orangiste et défendit la candidature du prince Guillaume d'Orange au trône de Belgique. Quand le 19 juillet, à l’arrivée de Léopold Ier, le baron Surlet de Chokier se retira, Jolly fut muté au Palais royal. Le 6 août, il fut appelé au commandement du quartier-général du roi. C’est en cette qualité qu’il suivit les opérations de la malheureuse campagne des Dix-Jours. Ayant donné sa démission, Jolly quitta momentanément le service actif le 26 août 1831.
Civil, il se tourna à nouveau vers les beaux-arts. Il occupait depuis 1831 le poste de secrétaire de la commission chargée de prendre les mesures nécessaires pour l’exécution du monument à élever place des Martyrs. Il s’acquitta consciencieusement de cette tâche. Dans un autre domaine, il participa avec dévouement, d’abord comme membre, ensuite comme président, à la commission organisatrice du Salon de Bruxelles, exposition d’art qui s’ouvrit en septembre 1833. Il y exposa d’ailleurs deux de ses œuvres, dont l’une fut acquise par le gouvernement et l’autre par le Musée de Bruxelles. En décembre 1833, il devint membre artiste de l’Académie royale des beaux-arts d'Anvers.
Le 12 février 1834, un arrêté royal lui accorda sa réadmission dans les cadres de l’armée. Après avoir exercé quelque temps les fonctions de directeur de la 3e division des fortifications, il fut nommé le 29 novembre 1834 directeur du dépôt de la Guerre, fonction qu’il occupa jusqu’en septembre 1842. Il mettra tout en œuvre pour jeter les bases fondamentales d’une carte détaillée de la Belgique.
En 1837, il se présenta, pour le district de Malines, comme candidat à la Chambre des représentants, mais il ne fut pas élu.
Dès que l’échange des ratifications relatives au traité des XXIV articles eut lieu à Londres le 8 juin 1839, Jolly fit partie de la commission mixte de délimitation, d’abord en qualité de commissaire démarcateur, puis dès le 8 juin 1843, comme président de cette commission. C’est à ce titre qu’il signa, au nom de la délégation belge, la convention des limites entre la Belgique et le grand-duché de Luxembourg à Maastricht le 7 août 1843, ainsi que celle entre la Belgique et les Pays-Bas, conclue dans cette même ville le 8 août 1843.
Ajoutons qu’il n’abandonna pas pour autant le pinceau, puisque, entre 1840 et 1843, il exposa des toiles à Amsterdam et à La Haye.
Entre-temps, il avait également été nommé général-major le 26 septembre 1842 et désigné pour prendre le commandement de la province d'Anvers, fonctions qu’il occupera jusqu’au 18 juillet 1845, date à laquelle il prit le commandement d’une brigade d’infanterie.
Le roi, voulant le récompenser pour l’énorme travail fourni lors des négociations pour la fixation des limites entre les Pays-Bas et la Belgique, lui octroya le titre de baron le 30 janvier 1846.
Le 16 avril 1847, il fut provisoirement adjoint à l’inspection générale du génie et nommé directeur des fortifications de la 4e division territoriale ; le 29 juillet suivante, il fut chargé, au même titre, de la 2e division territoriale.
Vers cette époque ses activités artistiques diminuèrent, mais il commença à s’intéresser à des spéculations financières. C’est ainsi qu’il devint administrateur de plusieurs sociétés. Il rédigea, en 1850, un mémoire en vue de l’exposition du système Duval-Pirou d’un chemin de fer ayant pour caractéristiques un rail central et deux bandes de roulement en bois, pierre ou macadam. La même année, il étudia un projet de pont à construire sur le Rhin entre Cologne et Deutz. En 1851, de nouveau un projet d’un pont enjambant la Tamise, et un mémoire pour la construction d’un pont monumental réunissant les deux rives de l’Escaut à Anvers.
Le 20 janvier 1853, déchargé de ses fonctions antérieures, il sera désigné pour commander la province de Brabant, charge qu’il assumera jusqu’au 20 décembre 1854, jour de sa promotion de lieutenant-général dans la section de réserve.
En 1858, il publiera la Monographie de la chapelle de Bourgogne d’Anvers, étude d’une petite chapelle gothique du XVe siècle, à laquelle il avait consacré ses loisirs lorsqu’il était commandant de la province d’Anvers.
En 1860, il entreprit la restauration d’anciennes peintures murales qui venaient d’être découvertes dans le chœur de l’église du Sablon à Bruxelles.
Il fut pensionné comme lieutenant-général le 20 juin 1864. En 1866, il fusionna l’étude qu’il avait faite d’un tunnel tubulaire pour le passage des trains sous la Manche avec celle mise au point par un ingénieur anversois, Jules Babut du Marès, espérant ainsi créer une société.
Il décède à Bruxelles le 3 décembre 1883 et reçoit des funérailles à l'église Saint-Jean-Baptiste au Béguinage. Le 6 décembre 1883, il est inhumé au cimetière de Laeken.

## Distinctions
- Grand cordon de l'ordre de Léopold ;
- Croix de fer (Belgique) ;
- Grand-croix de l'ordre d'Isabelle la Catholique ;
- Officier de l'ordre de la Maison ernestine de Saxe ;
- Chevalier de la Légion d'honneur.